# Alex Ferreira (esquiador)
Alex Ferreira (Aspen, 14 de agosto de 1994) es un deportista estadounidense que compite en esquí acrobático, especialista en la prueba de halfpipe.
Participó en dos Juegos Olímpicos de Invierno, obteniendo dos medallas, plata en Pyeongchang 2018 y bronce en Pekín 2022.
Ganó dos medallas de bronce en el Campeonato Mundial de Esquí Acrobático, en los años 2023 y 2025. Adicionalmente, consiguió ocho medallas en los X Games de Invierno.

## Trayectoria
Nació en Aspen, en el estado de Colorado. Su padre es argentino y fue jugador de fútbol profesional del equipo River Plate. Comenzó a esquiar a los tres años. Originalmente competía en la prueba de baches, pero finalmente se decidió po el halfpipe.
En los Juegos Olímpicos de Invierno de 2018 obtuvo la medalla de plata con 96,40 puntos, siendo superado por su compañero de equipo David Wise. En su segunda participación olímpica, Pekín 2022, logró la medalla de bronce con 86,75 puntos.

## Medallero internacional
| Juegos Olímpicos   | Juegos Olímpicos            | Juegos Olímpicos  | Juegos Olímpicos |
| Año                | Lugar                       | Medalla           | Prueba           |
| ------------------ | --------------------------- | ----------------- | ---------------- |
| 2018               | Pyeongchang (Corea del Sur) | Medalla de plata  | Halfpipe         |
| 2022               | Pekín (China)               | Medalla de bronce | Halfpipe         |
| Campeonato Mundial |                             |                   |                  |
| Año                | Lugar                       | Medalla           | Prueba           |
| 2023               | Bakuriani (Georgia)         | Medalla de bronce | Halfpipe         |
| 2025               | Engadina (Suiza)            | Medalla de bronce | Halfpipe         |

| X Games de Invierno | X Games de Invierno    | X Games de Invierno | X Games de Invierno |
| Año                 | Lugar                  | Medalla             | Prueba              |
| ------------------- | ---------------------- | ------------------- | ------------------- |
| 2014                | Aspen (Estados Unidos) | Medalla de bronce   | Superpipe           |
| 2015                | Aspen (Estados Unidos) | Medalla de bronce   | Superpipe           |
| 2016                | Oslo (Noruega)         | Medalla de plata    | Superpipe           |
| 2018                | Aspen (Estados Unidos) | Medalla de plata    | Superpipe           |
| 2019                | Aspen (Estados Unidos) | Medalla de oro      | Superpipe           |
| 2020                | Aspen (Estados Unidos) | Medalla de oro      | Superpipe           |
| 2024                | Aspen (Estados Unidos) | Medalla de oro      | Superpipe           |
| 2025                | Aspen (Estados Unidos) | Medalla de plata    | Slopestyle          |